# The Swarm
The Swarm – wydany w 1998 kompilacyjny album amerykańskiego zespołu Wu-Tang Clan. Oprócz samego zespołu, na płycie pojawiają się także zaprzyjaźnieni z grupa muzycy, znani jako Wu-Tang Killa Beez.

## Lista utworów
Opracowano na podstawie źródła.
| #  | Tytuł                       | Wykonawca                                          | Producent       | Czas |
| -- | --------------------------- | -------------------------------------------------- | --------------- | ---- |
| 1  | Intro                       |                                                    | RZA             | 0:30 |
| 2  | Legacy                      | Darkim Be Allah                                    | Darkim Be Allah | 2:20 |
| 3  | Concrete Jungle             | Sunz of Man, Timbo King                            | RZA             | 4:41 |
| 4  | Co-Defendat                 | Shyheim, Hell Razah                                | RZA             | 4:37 |
| 5  | S.O.S.                      | Inspectah Deck, Streetlife                         | Inspectah Deck  | 3:42 |
| 6  | Execute Them                | Raekwon, Inspectah Deck, Masta Killa, Streetlife   | RZA             | 3:40 |
| 7  | Bronx War Stories           | A.I.G.                                             | Darkim Be Allah | 3:27 |
| 8  | And Justice for All         | RZA, Islord, Killa Sin, P.R. Terrorist, Method Man | RZA             | 4:55 |
| 9  | Punishment                  | Black Knight of the North Star                     | Mathematics     | 4:54 |
| 10 | Bastards                    | Ruthless Bastards                                  | Blaquesmiths    | 4:19 |
| 11 | On The Strength             | The Beggaz                                         | Bologah         | 5:01 |
| 12 | Cobra Clutch                | Ghostface Killah                                   | Mathematics     | 3:42 |
| 13 | Never Again                 | Wu-Tang Clan                                       | Remedy          | 4:09 |
| 14 | Where Was Heaven            | Wu-Syndicate                                       | DJ Devastator   | 3:28 |
| 15 | 97 Mentality (New Born God) | Cappadonna, Ghostface Killah                       | RZA             | 3:41 |
| 16 | Fatal Sting                 | Black Knight of the North Star                     | Mathematics     | 4:09 |